# Верблек
Верблек (нем. Wehrbleck) — община в Германии, в земле Нижняя Саксония.
Входит в состав района Дипхольц. Подчиняется управлению Кирхдорф. Население составляет 759 человек (на 31 декабря 2010 года). Занимает площадь 27,93 км².
| Год  | Население |
| ---- | --------- |
| 1990 | 782       |
| 1995 | 840       |
| 2000 | 851       |
| 2005 | 882       |
| 2010 | 764       |